# Peyreleau
Peyreleau è un comune francese di 71 abitanti situato nel dipartimento dell'Aveyron nella regione dell'Occitania.

## Storia

### Simboli
Lo stemma del comune è stato adottato nel 1953.

## Società

### Evoluzione demografica
Abitanti censiti